# Go Na-eun
Go Woo-ri (hangul: 고우리; hanja: 高佑麗; Jeonju; 22 de fevereiro de 1988), mais conhecida por seu nome artístico Go Na-eun (hangul: 고나은; hanja: 高娜恩; MR: Ko Na-ŭn), é uma atriz, rapper e cantora sul-coreana. Realizou sua estreia no cenário musical em novembro de 2009 no grupo feminino Rainbow. Iniciou sua carreira de atriz através de uma participação na série de televisão I Need a Fairy. Desde então, participou de diversas séries, incluindo Glorious Day (2014), Flower of The Queen (2015) e Yeonnam-dong 539 (2018).

## Biografia
Woori nasceu em 22 de fevereiro de 1988 em Jeonju, Jeolla do Norte, Coreia do Sul. Cursou o ensino médio na Daejeon Arts High School. Atualmente frequenta o departamento de música moderna na Universidade Nacional de Esportes da Coreia. Treinou sob o selo da empresa S.M. Entertainment antes de ser recrutada pela DSP Media.

## Carreira

### 2009–13: Início de carreira e estreia como atriz
Woori foi formalmente revelada como integrante do grupo feminino Rainbow através de teasers lançados pela DSP Media. O grupo lançou seu primeiro single, intitulado "Gossip Girl", em 6 de novembro de 2009. Dias depois, o extended play de estreia do grupo, Gossip Girl, foi lançado. A apresentação de estreia do grupo foi televisionada pelo Show! Music Core, em 12 de novembro. No ano seguinte, realizou uma aparição especial no filme Heartbeat com suas colegas de grupo. Em novembro de 2011, recebeu um papel de apoio no filme You're My Pet. Ainda em 2011, foi membro fixa do elenco do programa de variedades Invincible Youth.
Em 2012, foi adicionada ao elenco de apoio da série de televisão I Need a Fairy, exibida de 27 de fevereiro a 27 de julho. No ano seguinte, apareceu no décimo oitavo episódio da série Reply 1994, na qual desempenhou uma versão fictícia de Uhm Jung-hwa. Woori estrelou o videoclipe "Snake (능구렁이)" do grupo A-JAX, que também é agenciado pela DSP Media, lançado em 27 de setembro de 2013.

### 2014–presente: Rainbow Pixx, trabalhos televisivos e mudança de agência
Em janeiro de 2014, a DSP Media anunciou que, juntamente de Seungah, Jaekyung e Hyunyoung, Woori iria integrar a subunidade do Rainbow, chamada Rainbow Blaxx. A estreia da subunidade ocorreu em 20 de janeiro, com o lançamento do extended play RB Blaxx. Em maio do mesmo ano, Woori foi lançada no elenco principal da série Glorious Day. No ano seguinte, desempenhou uma aparição de apoio na série de televisão Flower of The Queen.
De 23 de maio a 4 de novembro de 2016, protagonizou a série Start Again: I'm Young Ja, transmitido pela MBC. Em 27 de outubro de 2016, foi anunciado o fim de Rainbow, grupo que Woori fez parte por mais de sete anos. Ela então assinou um contrato com a agência de atuação Wellmade Yedang. Em janeiro de 2018, anunciou-se que iria usar Go Na-eun como nome artístico na atuação. Ainda em janeiro, estrelou a série Yeonnam-dong 539. No mesmo ano, apareceu o filme de terror The Whispering, lançado em 12 de julho de 2018. Na-eun então foi escalada para o elenco de apoio da série de televisão My Only One, que teve seu primeiro episódio exibido em 15 de setembro através da KBS.

## Filmografia

### Filmes
| Ano  | Título         | Papel        | Notas                 |
| ---- | -------------- | ------------ | --------------------- |
| 2010 | Heartbeat      | ela mesma    | Participação especial |
| 2011 | You're My Pet  | Lee Min-sung | Papel de apoio        |
| 2018 | The Whispering | Yoo Mi-joo   | Papel de apoio        |

### Séries de televisão
| Ano  | Título                      | Emissora | Papel                                 | Notas             |
| ---- | --------------------------- | -------- | ------------------------------------- | ----------------- |
| 2012 | I Need a Fairy              | KBS2     | Go Ri-ah                              | Papel de apoio    |
| 2013 | Reply 1994                  | TVN      | "Uhm Jung-hwa" da Universidade Yonsei | Aparição especial |
| 2013 | Couple Clinic: Love and War | KBS2     | Go Eun                                | Papel de apoio    |
| 2014 | Glorious Day                | SBS      | Jung Da-rin                           | Papel principal   |
| 2015 | Flower of The Queen         | MBC      | Seo Yoo-ra                            | Papel de apoio    |
| 2016 | Start Again                 | MBC      | Lee Ye-ra                             | Papel principal   |
| 2018 | Yeonnam-dong 539            | MBN      | Seok Do-hee                           | Papel principal   |
| 2018 | My Only One                 | KBS2     | So Young-bae                          | Papel principal   |

### Programas de variedades
| Ano     | Título           | Emissora | Notas                    |
| ------- | ---------------- | -------- | ------------------------ |
| 2011–12 | Invincible Youth | KBS2     | Membro regular do elenco |
| 2012–13 | Hello Counselor  | KBS2     | Convidada regular        |

## Videoclipes

### Aparições em videoclipes
| Ano  | Título             | Artista   | Notas             | Referências |
| ---- | ------------------ | --------- | ----------------- | ----------- |
| 2013 | "Snake"            | A-Jax     | Papel principal   | [ 20 ]      |
| 2015 | "Shake That Brass" | Amber Liu | Aparição de apoio | [ 21 ]      |